# Francis Fox Tuckett
Pour les articles homonymes, voir Tuckett.
Francis Fox Tuckett (10 février 1834 – 20 juin 1913) est un des principaux alpinistes anglais de l'âge d'or de la conquête des Alpes dans la seconde moitié du XIXe siècle. Il fut vice-président de l'Alpine Club de 1866 à 1868, et membre de la Royal Geographical Society.

## Biographie

### Enfance et formation
Tuckett naquit en 1834 à Frenchay, près de Bristol. Son père Francis Tuckett (1802–1868) était un marchand de cuir, et un quaker. Il reprit l'affaire de son père, passant deux à trois mois tous les ans pour ses expéditions alpines.

### Carrière d'alpiniste
Il gravit 269 sommets et franchit 687 cols. Edward Whymper le décrit : « ce puissant alpiniste, dont le nom est connu dans toute la longueur et la largeur des Alpes » et Geoffrey Winthrop Young qualifie son approche de l'alpinisme « d'encyclopédique ».

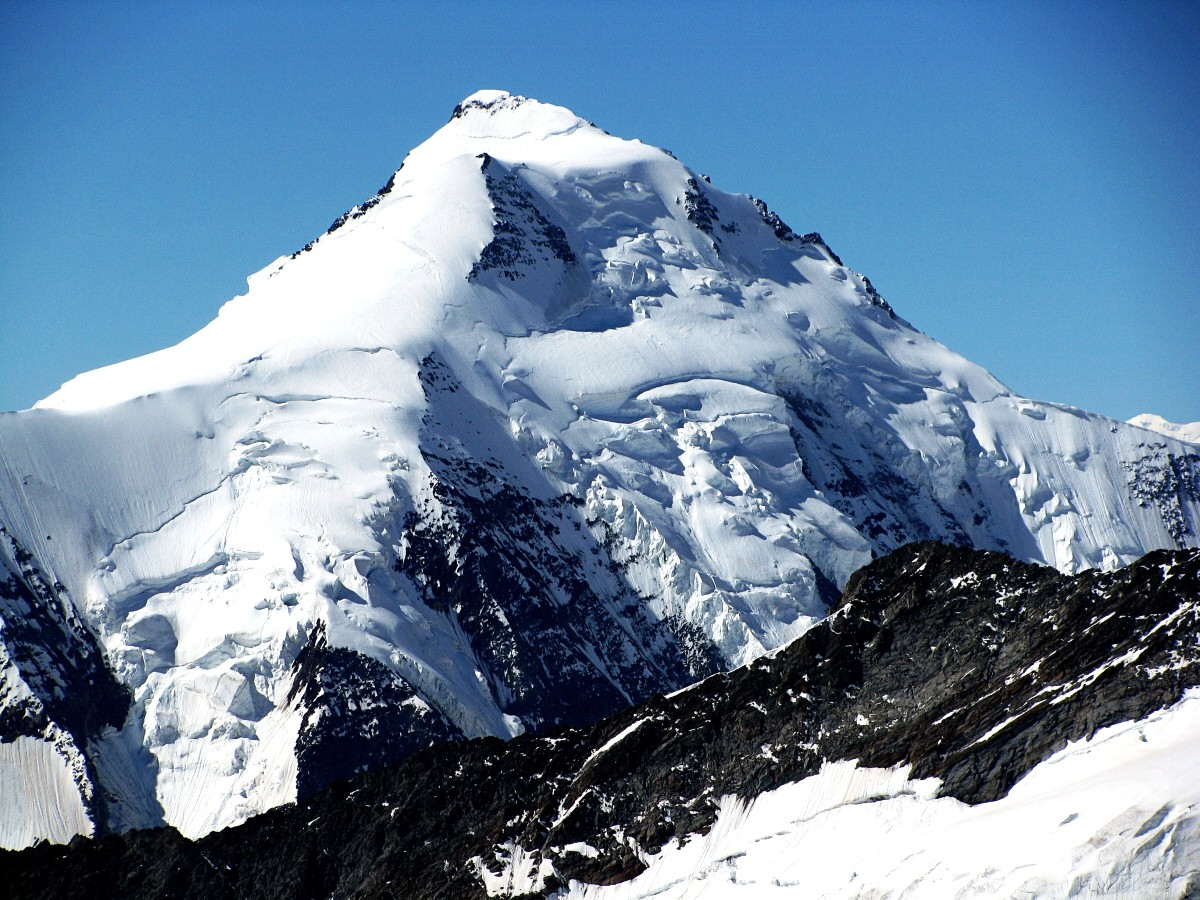
Versant nord de l'Aletschhorn.

Il vient dans les Alpes pour la première fois en 1842 avec son père, visitant Chamonix et la Mer de Glace. Le 18 juin 1859 il fit, avec les guides Johann Joseph Bennen, Peter Bohren et V. Tairraz, la première ascension de l'Aletschhorn, au sommet duquel il fit des mesures barométriques malgré la tempête. Le 18 juillet 1861, il fit la première ascension du mont Blanc par l'aiguille du Goûter avec Leslie Stephen et les guides Melchior Anderegg, Johann Joseph Bennen et P. Perren.
Il fut aussi l'un des premiers alpinistes anglais à explorer les montagnes du Dauphiné (le massif des Écrins). En 1862, il fit les premières traversées du col des Écrins du col du Sélé et du col du Glacier Blanc avec les guides Michel Croz, Peter Perren et Bartolommeo Peyrotte. Ils firent aussi une tentative à la Barre des Écrins, point culminant du massif, alors vierge. Selon Whymper, Tuckett « halted before the Pointe des Ecrins [nom utilisé pour la barre à cette époque.], and, dismayed by its appearance, withdrew his forces to gather less dangerous laurels elsewhere". The expedition did have the benefit, however, of "[throwing] some light on the Ecrins. »

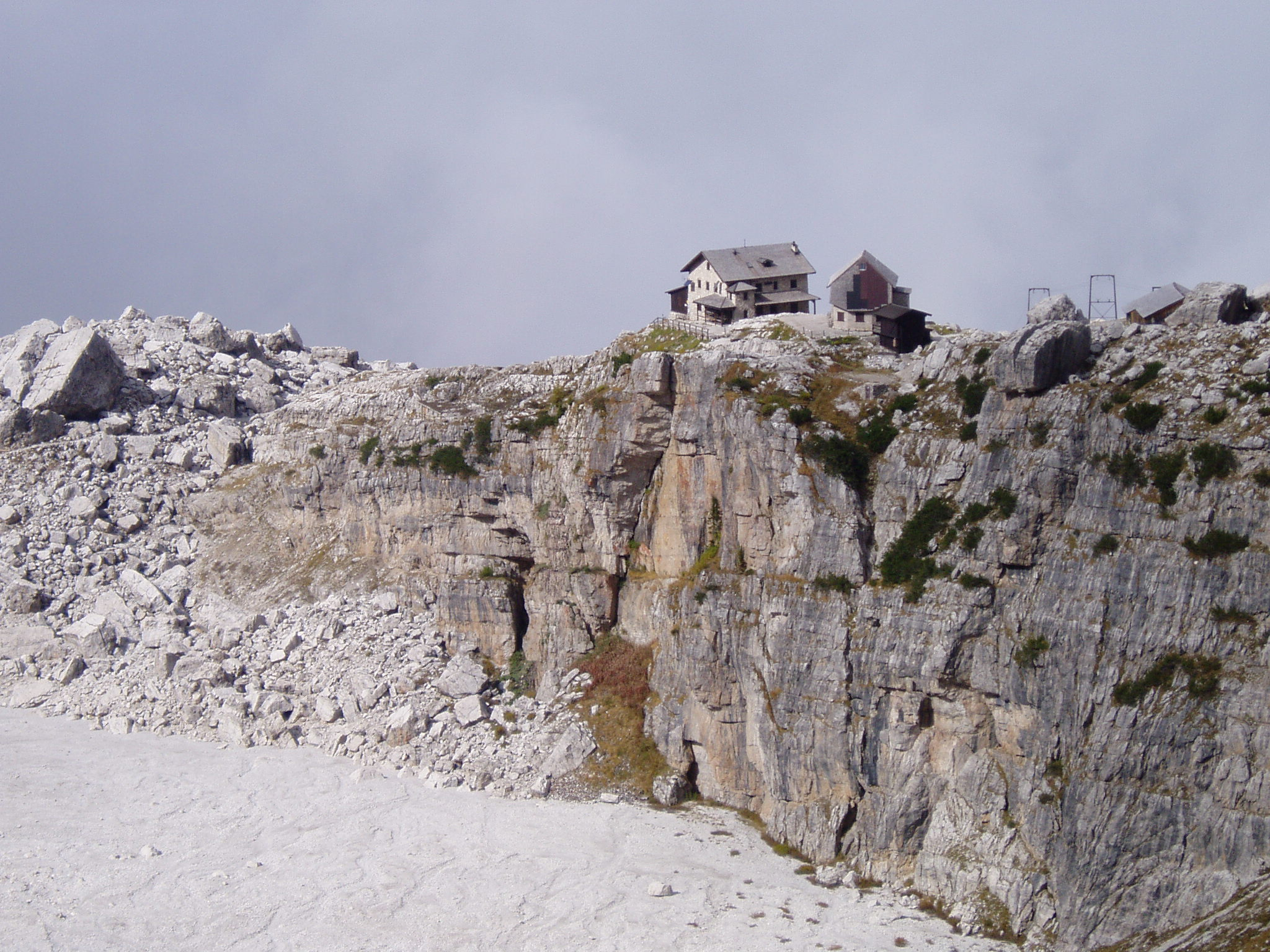
Le refuge Tuckett

Tuckett fut aussi un des premiers à explorer les Dolomites en Italie. En 1864, avec Douglas William Freshfield, il traversa la chaîne des Pale di San Martino, sans carte et avec peu d'équipements. En 1871, il gravit la Cima Brenta (3 150 m, alors considérée comme le point culminant du massif de Brenta) avec Freshfield et le guide François Devouassoud, par la Vedretta di Brenta Superiore en face Ouest. Le refuge Tuckett au-dessus de Madonna di Campiglio, ainsi que la Bocca del Tuckett (2 648 m), un col à proximité du refuge, ont été nommés en son honneur.
Dans la chaîne de la Bernina, le 28 juillet 1864 Tuckett et E. N. Buxton, avec les guides Peter Jenny, Christian Michel et Franz Biner, firent la première traversée du col difficile de la Fuorcla dal Zupò, entre le piz Zupò et le piz Argient, et de la Fuorcla Crast' Agüzza. Le 23 juin 1866, avec F. A. Y. Brown et les guides Christian Almer et Franz Andenmatten, il fit la première ascension de l'arête sud (Spallagrat) du Piz Bernina, qui est aujourd'hui la voie normale,.

### Vie de famille
Il se maria en 1896, à l'âge de à 62 ans, avec Alice Fox, alors qu'il se trouvait en Nouvelle-Zélande.

### Mort
Il mourut en 1913 dans sa maison natale de Frenchay.

## Héritage et distinctions
Membre de la Royal Geographical Society et de la British Association for the Advancement of Science, il rassembla au cours de ses voyages une collection d'objets qui furent légués en 1917 au Pitt Rivers Museum de l'Université d'Oxford. Il fut fait chevalier de l'Ordre des Saints-Maurice-et-Lazare en 1865 par Victor-Emmanuel II de Savoie en récompense de ses travaux géographiques et scientifiques dans les Alpes italiennes.

## Publications
- A Pioneer in the High Alps: Alpine Diaries and Letters of F. F. Tuckett, 1856–1874, édité par W. A. B. Coolidge, Londres, E. Arnold, 1920